# 7782 Mony
7782 Mony è un asteroide della fascia principale. Scoperto nel 1994, presenta un'orbita caratterizzata da un semiasse maggiore pari a 3,1581013 UA e da un'eccentricità di 0,3178572, inclinata di 14,48066° rispetto all'eclittica.